# Attagenus nigripennis
Attagenus nigripennis là một loài bọ cánh cứng trong họ Dermestidae. Loài này được Arrow miêu tả khoa học năm 1915.